# Крисп (округ)
Крисп (англ. Crisp County) — округ штата Джорджия, США. Население округа на 2000 год составляло 21 996 человек. Административный центр округа — город Кордил.

## История
Округ Крисп основан в 1905 году.

## География
Округ занимает площадь 709.7 км2.

## Демография
Согласно Бюро переписи населения США, в округе Крисп в 2000 году проживало 21 996 человек. Плотность населения составляла 31 человек на квадратный километр.